# Anacanthotermes esmailii
Anacanthotermes esmailii es una especie de termita cosechadora del género Anacanthotermes, de la familia Hodotermitidae, orden Blattodea. Fue descrita por Ghayourfar en 1998.
Se distribuye por Asia: Irán. Fue publicada en Ghayourfar, R. (1998) Two new termite species from Iran, Anacanthotermes esmailii sp. nov. and Microcerotermes chhotanii sp. nov. (Isoptera: Hodotermitidae and Termitidae). Journal of Entomological Society of Iran, 16-17, 11–21, 27–29.